# Шелдрик, Джордж
Джордж Майкл Шелдрик (англ. George Michael Sheldrick; 17 ноября 1942, Хаддерсфилд, Англия — 20 февраля 2025) — британский химик, специалист по структурной химии. Эмерит-профессор Гёттингенского университета, член Лондонского королевского общества (2001).

## Биография
В 1966 году получил степень доктора философии в Кембридже, под началом Evelyn Ebsworth с диссертацией «NMR Studies of Inorganic Hydrides». С того же 1966 по 1978 год преподаватель и фелло Jesus College, Cambridge. C 1978 года профессор неорганической химии (впоследствии должность будет переназвана — структурной химии) немецкого Гёттингенского университета, с 2011 года эмерит. Член Гёттингенской академии наук (1989), почётный пожизненный член British Crystallographic Association (2005), фелло Американской кристаллографической ассоциации (2011).
Женат с 1968 года, четверо детей.
Автор 830 научных работ, пакета программ SHELX. Согласно Google Scholar, цитировался около 254 тыс. раз с h-index = 112.
В 1996 году в его честь назван минерал Sheldrickite.

## Награды и отличия
- Meldola Medal[англ.], Королевское химическое общество (1970)
- Corday-Morgan Prize[англ.], Королевское химическое общество (1978)
- Structural Chemistry Award, Королевское химическое общество (1981)
- Премия имени Лейбница, Немецкое научно-исследовательское общество (1988)
- Patterson Prize, Американская кристаллографическая ассоциация (1993)
- Carl-Hermann-Medaille[нем.] (1999)
- Dorothy Hodgkin Prize, British Crystallographic Association[англ.] (2004)
- Max Perutz Prize, European  Crystallographic Association[нем.] (2004)
- Gregori Aminoff Prize, Шведская королевская академия наук (2009)
- Ewald Prize, Международный союз кристаллографов (2011)
- Clarivate Citation Laureate (2018)